# Ayọ

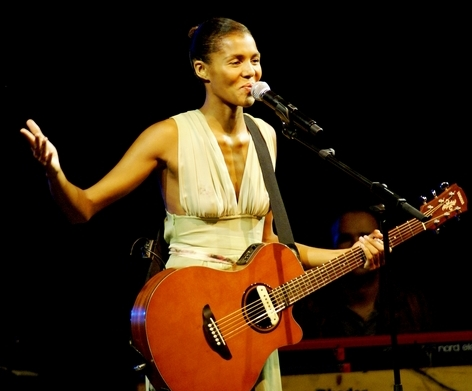
Monte Carlo, 30 sierpnia 2007

Ayọ, właściwie Joy Olasunmibo Ogunmakin (ur. 14 września 1980 we Frechen) – niemiecka piosenkarka pochodzenia nigeryjsko-romskiego, tworząca muzykę z pogranicza soulu, reggae i folku.

## Życie prywatne
Jej ojciec jest Nigeryjczykiem, a matka Romką. Ma polskie korzenie ze strony swojej babci.
Mieszkała w Londynie, Paryżu, Nowym Jorku, Szczecinie. Obecnie mieszka w Niemczech, w małej wsi ze swoim partnerem, muzykiem reggae Patrice'em Bart-Williamsem, i z synkiem.

## Kariera muzyczna
W dzieciństwie grała na skrzypcach, fortepianie, później gitarze. Pierwszą piosenkę napisała w wieku 15 lat. Zamiłowanie muzyczne rozwinął w niej ojciec, Ayọ wzoruje się na Pink Floyd, Jimmym Cliffie i Bobie Marleyu. Z ojcem nagrała pierwsze demo.
W wieku 21 lat przeniosła się do Londynu, potem Paryża, Nowego Jorku. W czasie pobytu w Paryżu zaśpiewała swój pierwszy solowy koncert i podpisała kontrakt z Polydor Records.
W 2006 nagrała w zaledwie 5 dni swój pierwszy album Joyful, który w tym samym roku trafił do sprzedaży.
W marcu 2008 Ayọ rozpoczęła nagrywanie drugiego albumu studyjnego.
7 marca 2011 ukazał się trzeci album studyjny Billie Eve. W czerwcu artystka promowała go w Polsce, podczas pięciu koncertów.

## Dyskografia

### Albumy
- Joyful (2006) – POL: 2× platynowa płyta[3]
- Gravity At Last (2008) – POL: platynowa płyta[4]
- Billie Eve (2011)
- Ticket To The World (2013)
- Ayọ (2017)
- Royal (2020)

### Single
| Rok  | Tytuł                        | Pozycja na Liście |
| Rok  | Tytuł                        | LP3               |
| ---- | ---------------------------- | ----------------- |
| 2007 | Down on My Knees             | 7                 |
| 2007 | And It's Supposed to Be Love | 28                |
| 2007 | Help Is Coming               | 45                |
| 2008 | Slow, Slow (Run, Run)        | 7                 |
| 2009 | I Am Not Afraid              | 23                |
| 2009 | Lonely                       | 49                |
| 2011 | I'm Gonna Dance              | 41                |
| 2011 | Real Love                    |                   |
| 2011 | I Want You Back              | 45                |
| 2013 | Fire                         |                   |
| 2017 | I'm a Fool                   |                   |
| 2017 | Paname                       |                   |
| 2019 | Beautiful                    |                   |
| 2020 | Rest assured                 |                   |
| 2021 | I'll Be Right Here           |                   |

### DVD
- AYO Live In Monte Carlo (2007)
- Ayọ Live at the Olympia (2007)

### Koncerty/piosenki z innymi wykonawcami
- Liebe & Verstand (z Sister Keepers, 2001)
- Confusion (z Chrisem Prolific, 2004)
- Play Boy (praca przy albumie PlayUp, 2006)

## Prawidłowa pisownia
Prawidłowo jej pseudonim pisany jest Ayọ (o z kropką pod spodem), co w języku joruba oznacza radosna. Słowo to pisane bez kropki pod „o” jest nazwą pewnej gry popularnej w Nigerii. Jako alternatywę dopuszcza się pisanie kropki po o łacińskim (Ayo.). Znak małe o z kropką pod spodem znajduje się na pozycji unikodu U+1ECD.